# Salvatore Di Bennardo
Salvatore Di Bennardo dit Salva Di Bennardo, né le 19 juin 1985 à Binche (province de Hainaut), est un artiste, humoriste, chroniqueur et auteur de bande dessinée belge francophone. Il utilise également le nom de plume Salva.

## Biographie

### Jeunesse
Salvatore Di Bennardo naît le 19 juin 1985 à Binche.
Il voue une passion pour la bande dessinée depuis toujours.
Il étudie l’écriture et l’analyse cinématographique à l’université libre de Bruxelles.
Ses genres littéraires de prédilection sont : L’humour noir ainsi que l'humour absurde, les récits initiatiques et les récits biographiques. Il est marqué par Le Combat ordinaire de Manu Larcenet, Jimmy Corrigan de Chris Ware de William Golding et Sa Majesté des Mouches de William Golding.

### Les débuts
Il est initié à l’art de la bande dessinée par des professeurs comme Philippe Wurm, Manuel Tenret ou Carine De Brab. Après avoir participé à l’édition 2012 des 24 heures de la bande dessinée à Angoulême, Carine De Brab, Siham Najmi (alias Sexy âme), Thibaut Lambert et Salvatore Di Bennardo créent l’Atelier 24, ce qui leur permet de se retrouver pour travailler à des travaux communs. C'est en tant que scénariste et dessinateur qu'il fait ses premières armes dans les sept premiers numéros du fanzine Atelier 24 de 2012 à 2015. Il officie également pour de nombreux autres fanzines (RAV, Nekomiks, Choc Exotico Sous Culturel – avec Bou, Thibaut Lambert, Kaouet…), magazines tel le Psikopat avec Thibaut Lambert, Romaq) et la revue Papier no 4 en 2014 publiée dans la collection « Shampooing » aux éditions Delcourt, avec Xcabanter (alias De Brab) Thibaut Lambert, Geoffrey Delinte parmi d'autres. Il participe encore à Quatrième de couv', le fanzine consacré à l'œuvre de Marc Wasterlain en 2013 et 2016.

### Auteur de bande dessinée
Il fait son entrée au journal Spirou en 2014 en réalisant une carte blanche sur un scénario de Romaq dans le no 3986 sous la signature de Salva. Cinq ans plus tard, il dessine un court récit La Belle et la masse de 5 planches sur un scénario de Carine De Brab. En collaboration avec Simon La Corneille, il publie Aventures en volume un court récit de 3 planches en 2020. Et c'est avec Yohan Sacré qu'il réalise Ona un court récit de 4 planches pour le même hebdomadaire de Marcinelle en 2021.
Son premier album Digression Cinéma parait en 2014 via le site participatif Bibliocratie. Il enchaîne en 2015 par le one shot Les Aventures de Firmin Champion publié aux éditions Monsieur Pop Corn. Avec un autre one shot Smoking out, publié chez le même éditeur, il sort une bande dessinée bourrée d’humour et d’ouverture d’esprit. Il lance la série jeunesse Les Chroniques d'Ona aux côtés du dessinateur Yohan Sacré, publiée aux éditions Dargaud en 2024. Pour Télérama : « La jeune Ona parcourt seule une terre moribonde [...] Heureusement, grâce à ses pierres précieuses, elle peut utiliser la magie pour se sortir de quelques mauvais pas. [...] Ce conte est tour à tour âpre et lumineux. Les séquences d’une grande douceur alternent ainsi avec celles plus dures, au gré des rencontres – bienveillantes ou funestes – de l’héroïne, très beau personnage, fragile et complexe. ».
Il se fait aussi critique de bande dessinée pour l'ouvrage Comme un frisson d'Aniss El Hamouri qu'il signe de son patronyme. Il est également chargé de communication pour la partie francophone du pays au Centre belge de la bande dessinée à Bruxelles.

### Hich et Salva
Hich et Salva se rencontrent en pratiquant l’improvisation théâtrale en milieu universitaire. Ils aiment tous les deux jouer de la guitare et se mettre en scène, ce qui les amène à pourrir de nombreuses soirées avec leurs amis au cours des années. Ils finissent par se mettre à écrire leurs propres morceaux après s'être lassés de jouer les chansons des autres, mais il ne peuvent pas s’empêcher d’en faire des fables chantées drôles et absurdes. Ils contiennent tout de même occasionnellement une part de vérité et de sincérité sur l’être humain, ses angoisses et ses défauts. Ils restent dans le minimalisme, en s’accompagnant d’une guitare, d’un ukulélé et autres petits instruments en acoustique pour un spectacle de cabaret drôle, mélodieux et intimiste. C’est en 2016, soit dix ans après leur rencontre, que Salva et Hich se décident  à former le duo Hich et Salva et à mettre ainsi en commun leur passion pour la musique, la scène et l’humour décalé. C'est avec le collectif d’humoristes What the Fun notamment pour leur Grand Pestacle au Théâtre Mercelis qu'ils font leurs premières scènes à Bruxelles. Ensuite, ils ont l’opportunité de jouer une série de concerts au Café Floréo, dans le centre-ville de Bruxelles ainsi qu'au café-théâtre le TRAC, à Auderghem. En parallèle, ils mettent sur pied le spectacle Il était une fois au Cube avec leur ami humoriste Gaëtan Delferière. Spectacle qu’ils jouent à plusieurs reprises au café-théâtre Kings of Comedy Club (KOCC). Ils se produisent en septembre 2018 au Festival des Tailleurs d'Écaussinnes et en octobre de la même année à la maison des jeunes de Rixensart. Ils ont également l'occasion de faire la première partie du chanteur Cédric Gervy au café-Théâtre Le Petit Chapeau Rond Rouge à Bruxelles. Ils multiplient les passages courts sur scène d'humour les derniers mois de l'année 2018. L'année suivante, ils reviennent au KOCC ainsi qu’au TRAC pour une série de concerts et continuent à écumer les scènes d’humour avec le What The Fun, mais également à Liège où ils font des passages à La Bouffonnerie et à l’Allée des Artistes et à Mons au Mons Comedy Club. Ils ont l’occasion de faire quelques passages radio notamment dans l’émission C'est presque sérieux sur La Première ainsi que sur BX1. Ils jouent en novembre à L’ULB pour la seconde fois en clôture du festival d’improvisation MITO, et se produisent également en France au Spotlight de Lille. Ils participent également à la carte Blanche de Guillermo Guiz, au KOCC.

### Chroniqueur
Il est également co-auteur d'un épisode de la série L'Amour à trois, diffusée sur Tipik et Auvio. En parallèle à ses activités d'écriture, il co-anime les vidéos C’est dans la Boîte, sur YouTube, est la seconde moitié du duo musical humoristique Hich et Salva de 2016 à 2021 et il modère des rencontres d'auteurs à la Foire du livre de Bruxelles en 2019,.
En 2019, après un avoir fait ses armes en solo sur de petites radios bruxelloises, il commence officiellement sa carrière de chroniqueur en étant engagé par l’animateur Walid pour rejoindre l’équipe de l’émission de radio C'est presque sérieux diffusée sur les ondes de La Première de la RTBF. Il fait de même pour l'émission Salut les Copions. C'est accompagné de sa guitare ou d'un ukulélé qu'il s’amuse chaque semaine à traiter, en chanson et avec humour de sujets d’actualité.
Il est également membre de la Fédération belge des professionnels de l'humour.

## Œuvres

### Bandes dessinées
- Les Aventures de Firmin Champion, Monsieur Pop Corn, Ivry-sur-Seine, 10 juin 2015
Scénario et dessin : Salva - Couleurs : noir et blanc -  (ISBN 9791090962088),Format à l'italienne.
- Smoking Out[8],[9],[21], Monsieur Pop Corn, Ivry-sur-Seine, 25 janvier 2018
Scénario, dessin et couleurs : Salva -  (ISBN 979-10-90962-35-4)

#### Les Chroniques d'Ona
- 1. Tome 1[22],[23],[24], Dargaud, Paris, 19 avril 2024
Scénario : Salva - Dessin et couleurs : Yohan Sacré -  (ISBN 978-2-205-20641-8)

### Fanzines
- La 24e Dimension[25], Atelier 24 BD, coll. « Atelier 24 » no 2, mars 2013
Scénario : collectif - Dessin : collectif dont Salva - Couleurs : noir et blanc

#### Livres
: document utilisé comme source pour la rédaction de cet article.
- Philippe Mellot, Michel Denni, Laurent Turpin et Isabelle Morzadec, Trésors de la bande dessinée : BDM 2023-2024 - Catalogue encyclopédique et Argus, Paris, Les Arènes, novembre 2022, 23e éd., 1677 p., ill. ; 23 cm (ISBN 9791037507280, OCLC 1351462460, présentation en ligne), p. 312, 499, 1162. .

#### Périodiques
- Carine De Brab et Salva (interviewés par Paul Satis), « En direct de la rédak : La belle, la bête et le scénariste », Spirou, Dupuis, no 4215,‎ 23 janvier 2019 (ISSN 0771-8071).

#### Articles
- Salva (interviewé par Frédéric P.), « Interview de Salva, scénariste des Chroniques d’Ona », Les Amis de la BD,‎ 1er juin 2024 (lire en ligne, consulté le 16 janvier 2025).

### Émissions de radio
- L'invité.e : Salvatore di Bennardo et Yohan Sacré pour Ona sur La Première, présentation : Charlotte Dekoker (13 min 5 s), 27 avril 2024. Voir en ligne via Auvio .
- Les chroniques d'Ona - Salva et Sacré (ed Dargaud), émission Entre les cases présentée par Delphine Freyssinet sur Radio chrétienne francophone, (26 min 49 s), 22 mai 2024.

### Émissions de télévision
- Le Brunch, présenté par Charlotte Maréchal sur BX1 (12 min 57 s), 18 janvier 2024.

### Vidéographie
- [vidéo] « Hors série : discussion avec Salva Di Bennardo et Simon Lepers », sur YouTube
- [vidéo] « Hich et Salva - Le Bébé », sur YouTube

### Podcasts
(en) Hich' et Salva - Brussels, Belgium, « Recent », Chansons du duo. [], sur SoundCloud (consulté le 20 janvier 2024).